# 74 pr. n. št.
74 pr. n. št. je bilo leto predjulijanskega rimskega koledarja.
Oznaka 74 pr. Kr. oz. 74 AC (Ante Christum, »pred Kristusom«), zdaj posodobljeno v 74 pr. n. št., se uporablja od srednjega veka, ko se je uveljavilo številčenje po sistemu Anno Domini.

## Dogodki
- začetek tretje mitriadske vojne
- začetek rimske vojne proti morskim razbojnikom
- Rim si priključi provinco Kirenajko.

## Smrti
- Kong Anguo, kitajski konfucijanski učenjak (* okoli 156 pr. n. št.)
- Nikomed IV. Bitinski (* ni znano)